# 舘そらみ
舘 そらみ（だて そらみ、1984年7月10日 - ）は、日本の脚本家、演出家、俳優、アートディレクター。劇団ガレキの太鼓を主宰。青年団演出部所属。国際基督教大学高等学校、慶應義塾大学法学部政治学科卒業。

## 人物
神奈川県で生まれ、幼少期は国際協力機構に勤務する父の転勤に伴いトルコとコスタリカで暮らしていた。
幼少期から戦争を身近に感じ、「戦争をなくす」という思いで中学生にして「政治家になりたい」という夢を持った。
政治家になるため、中学生時代には選挙事務所を手伝い、高校時代には学生秘書まで務めた。
「いい政治家になるためには、色んな世界を知らねば」と思い立ち、数々の職業経験やバックパッカーなどの人生経験を積むうちに、次第に人間や世界の魅力に取り憑かれ、演劇に取り組むようになり、2009年に劇団ガレキの太鼓を立ち上げるとともに劇団青年団に所属するに至った。
その間も紛争地や貧困地を回り「命、それだけでありがたい」「国際協力するぞ！」など様々な思いを抱え、現在でも愛と平和をテーマに掲げ活動している。
その後、執筆したコラムが話題を呼び映像分野に進出。インスピレーションを得るために移動生活を重視しており、現在は家を持たないノマドワークを続けながら、映画やテレビドラマなど映像作品の脚本を中心に執筆。
近年では、脚本や演出のスキルを活かし、ロボットのキャラクター設計や地方創生分野におけるアートディレクターとしても活動している。

## 経歴
神奈川県で生まれ、トルコ・コスタリカで育つ。政治家の秘書、ボランティア活動をしながらの世界一周、医療コンサルタント会社勤務などを経て、芸能活動を始める。
慶應義塾大学在学中より演劇活動を始め、2009年に劇団ガレキの太鼓を旗揚げ。同時に青年団演出部に入る。株式会社アミューズ、有限会社レトルへの所属を経て現在は個人で活動している。
ガレキの太鼓旗揚げ2年目となる2010年には、舞台『吐くほどに眠る』がCoRich舞台芸術アワード！2010で第4位となる。劇場以外の住空間を使った「のぞき見公演」や観客参加型演劇などの作品を上演し続けていたが、2015年に体調不良を理由に演劇活動を一時中断、映像分野へ進出。演劇活動は2017年に再開。
初の映画脚本となった「私たちのハァハァ」（松居大悟監督）はゆうばり国際映画祭でファンタランド大賞（観客賞）を受賞した。この作品は、自身の経験が元に描かれている。
2018年7月29日から9月30日までテレビ大阪・BSジャパン（現：BSテレビ東京）の真夜中ドラマJ枠にてOAされたドラマ『グッド・バイ』の全話脚本を手掛ける。
子供向けのワークショップも積極的に行い、全国各地の小中高で演劇の出張授業を行っている。

## 主な作品

### 映画
| 制作年 | タイトル         | 監督         | 主な出演者                             | 備考     |
| ------ | ---------------- | ------------ | -------------------------------------- | -------- |
| 2015年 | 私たちのハァハァ | 松居大悟     | 井上苑子、大関れいか、真山朔、三浦透子 | 脚本     |
| 2018年 | がっこうぐらし！ | 柴田一成     | 阿部菜々美                             | 脚本協力 |
| 2021年 | 鳩の撃退法       | タカハタ秀太 | 藤原竜也、土屋太鳳                     | 脚本協力 |
| 2022年 | 手               | 松居大悟     | 福永朱梨、金子大地                     | 脚本     |

### テレビドラマ
| 放送年 | タイトル                                                                          | 制作局            | 主な出演者                 | 備考                                    |
| ------ | --------------------------------------------------------------------------------- | ----------------- | -------------------------- | --------------------------------------- |
| 2011年 | 野田ともうします。                                                                | NHK               | 江口のりこ                 | 出演                                    |
| 2018年 | グッド・バイ                                                                      | テレビ大阪        | 大野拓朗、夏帆             | 脚本                                    |
| 2019年 | コーヒー&バニラ                                                                   | MBS               | 福原遥、桜田通             | 脚本 第３,４,８話                       |
| 2020年 | 来世ではちゃんとします                                                            | テレビ東京        | 内田理央                   | 脚本 第５,６,７,８,９,11話,傑作選第二夜 |
| 2020年 | 竹内涼真の撮休                                                                    | WOWOW             | 竹内涼真                   | 脚本 第３話                             |
| 2020年 | 38歳バツイチ独身女がマッチングアプリをやってみた結果日記                          | テレビ東京        | 山口紗弥加                 | 脚本                                    |
| 2021年 | 来世ではちゃんとします２                                                          | テレビ東京        | 内田理央                   | 脚本 第４,５話                          |
| 2021年 | 出会い系サイトで70人と実際に会ってその人に合いそうな本をすすめまくった1年間のこと | WOWOW             | 瀧本美織                   | 脚本                                    |
| 2021年 | サレタガワのブルー                                                                | MBS               | 犬飼貴丈、堀未央奈         | 脚本                                    |
| 2021年 | にんげんこわい                                                                    | WOWOW             | 黒木華、山本美月           | 脚本 第４話,最終話「宮戸川」上/下       |
| 2022年 | ユーチューバーに娘はやらん！                                                      | テレビ東京        | 佐々木希                   | 脚本 第１,５,8話,最終話                 |
| 2022年 | 私のシてくれないフェロモン彼氏                                                    | TBS               | 島崎遥香、渡邊圭祐         | 脚本                                    |
| 2023年 | 湯遊ワンダーランド                                                                | テレビ大阪、PROTX | ともさかりえ               | 脚本 第１,２,４,５,９,10話,最終話       |
| 2023年 | にんげんこわい２                                                                  | WOWOW             | 吉田羊、吉岡里帆           | 脚本 第5話「権助提灯」                  |
| 2023年 | 恋と弾丸                                                                          | MBS               | 古川雄大、馬場ふみか       | 脚本                                    |
| 2024年 | ブラックガールズトーク                                                            | テレビ東京        | 朝日奈央、関水渚、石井杏奈 | 脚本 第３,４,７話担当                   |
| 2024年 | シンデレラ・コンプレックス                                                        | MBS               | 田中美久、飯島寛騎         | 脚本                                    |
| 2025年 | 熱愛プリンス                                                                      | MBS               | 杢代和人、松井奏           | 脚本                                    |

### コラム
- 31にもなって約2週間仕事をせずにXのことを無心で追いかけてみる（2015年）
- 応用のきかない恋愛論（2016年）
- 初めましての恋バナ図鑑（2016年 − 2017年）
- １２人のイナセなわたしたち（2017年 - ）
- 劇場をめぐる連載（2017年 - ）

### 舞台
- ほろ酔い果実（2005年） - 脚本・演出
- 止まらずの国（2007年） - 脚本・演出・出演
- 独走（2009年） - 脚本・演出
- ここに線を引く（2010年） - 脚本・演出・出演 ※日本劇作家協会新人戯曲賞一次選考通過作品
- 吐くほどに眠る（2010年） - 脚本・演出
- いないいない（2011年） - 脚本・演出
- 終わりなき将来を思い、18歳の剛は空に向かってむせび泣いた。オンオンと。（2011年） - 脚本・演出・出演
- 地響き立てて嘘をつく（2012年） - 脚本・演出
- 女戦（2013年、劇団プレステージ） - 脚本・演出
- 雪が降っているのなど見たことないが気のせいか（2014年） - 脚本・演出
- 止まらずの国（2014年） - 脚本・演出
- Chain（2015年、アミューズ） - 脚本・出演
- 俺と世界は同じ場所にある（2015年） - 脚本
- 他重人格（2017年） - 脚本
- ひょっこりシアター（2023年）- 構成・演出
- プレスリーになりたかった。今、娘と息子がいる（2023年、舘そらみと父）- 作・演出
- ワールド・シアター・ラボ「原宿ガールズ」（2024年）- 演出

### 漫画
- 手塚治虫「ブラックジャック」新作制作 参加クリエイター

### ポッドキャスト
- 山中散歩の“ほしい生き方のつくりかた” ゲスト出演 - Voicy

### イベント
- 神保町花月×Confetti　エチュ１グランプリ（2013年・2015年）
- 32歳の脚本家兼ライターの舘そらみが小劇場界から尻尾まいて逃げたあかつきに見えたものを、サブカルの泥沼下北沢で語り尽くす会。（2017年） - ステージナタリー
- AM公式LINELIVE（2017年）
- 公道で12時間見られ続ける（2017年） - ステージナタリー

### 演劇を使ったワークショップ
- 全国の小中高校で、年間50日ほど実施
- 旅大学にて、不定期開催。

### 地方創生プロジェクト
- すごい地域NFT『KIN-TOWN』第一弾「最果ていきもの学校 漁師編」「くだものおすそわけパスポート」におけるNFTプロジェクトの企画及びクリエイティブディレクション

### インタビュー等
- 舘そらみインタビュー＜前編＞　ガレキの太鼓『妹の歌』（2014年）- げきぴあ
- インドでイタズラ心「開放宣言」ーー劇作家・舘そらみインタビュー（2014年） - げきぴあ
- 「言葉オタクなんです、私」大きなフィクションのためには小さなリアルが必要 | 脚本家・舘そらみ氏インタビュー（2015年） - LIGブログ
- 脚本家・舘そらみの「人と世界を肯定する物語をつくり続ける」生き方（2022年）- Proff Magazine
- ガレキの太鼓『「没入すると怖いよね、恋愛」の略で没愛』舘そらみ×異儀田夏葉×ホリユウキ インタビュー（2022年）- SPICE
- すごい地域NFT『KIN-TOWN』PRタイムズ掲載 - PR TIMES
- ブラックジャック制作特集『手塚治虫作品を学んだAIでよみがえる…新作「ブラック・ジャック」　制作現場に密着」』 - ANNnewsCH(YouTube)
- ブラックジャック制作特集『AIで生まれた最新版「ブラック・ジャック」　賢くなるAIを人間はコントロールできるのか【報道1930】- TBS NEWS DIG
- 『ブラック・ジャック』新作がチャンピオンに掲載 AIと制作した32ページ「どこからどこまでが人間なのか?」難題に挑む物語 - ORICON NEWS